# Lijst van voetbalinterlands Botswana - Lesotho (vrouwen)
Deze lijst van voetbalinterlands is een overzicht van alle officiële voetbalinterlands tussen de nationale vrouwenteams van Botswana en Lesotho. De landen hebben tot nu toe negen keer tegen elkaar gespeeld. 

## Wedstrijden
| № | Plaats       | Datum             | Competitie                       | Wedstrijd          | Uitslag |
| - | ------------ | ----------------- | -------------------------------- | ------------------ | ------- |
| 1 | Gaborone     | 13 augustus 2016  | Vriendschappelijk                | Botswana − Lesotho | 2 − 3   |
| 2 | Gaborone     | 14 augustus 2016  | Vriendschappelijk                | Botswana − Lesotho | 0 − 3   |
| 3 | Bulawayo     | 16 september 2017 | COSAFA Women's Championship 2017 | Lesotho − Botswana | 0 − 3   |
| 4 | Gaborone     | 25 augustus 2018  | Vriendschappelijk                | Botswana − Lesotho | 5 − 0   |
| 5 | Gaborone     | 26 augustus 2018  | Vriendschappelijk                | Botswana − Lesotho | 2 − 0   |
| 6 | Gaborone     | 12 augustus 2023  | Vriendschappelijk                | Botswana − Lesotho | 1 − 1   |
| 7 | Gaborone     | 12 augustus 2023  | Vriendschappelijk                | Botswana − Lesotho | 4 − 1   |
| 8 | Johannesburg | 9 oktober 2023    | COSAFA Women's Championship 2023 | Botswana − Lesotho | 3 − 0   |
| 9 | Tlokweng     | 6 april 2024      | Vriendschappelijk                | Botswana − Lesotho | 2 − 1   |

## Samenvatting
| Competitie                  | Totaal gespeeld | Winst Botswana | Gelijk | Winst Lesotho | Doelsaldo Botswana – Lesotho |
| --------------------------- | --------------- | -------------- | ------ | ------------- | ---------------------------- |
| COSAFA Women's Championship | 2               | 2              | 0      | 0             | 6 − 0                        |
| Vriendschappelijk           | 7               | 4              | 1      | 2             | 16 − 9                       |
| Totaal                      | 9               | 6              | 1      | 2             | 22 − 9                       |